# Mihailo Rašić
Mihailo Rašić, srbski general, * 13. junij 1858, † 17. februar 1932.

## Življenjepis
Kot poveljnik je sodeloval v obeh balkanskih vojnah in prvi svetovni vojni. Med letoma 1916 in 1918 je bil delegat pri zavezniški Vrhovni komandi v Parizu. Med letoma 1918 in 1919 je bil minister za vojsko.